# Prémios do Cinema Europeu de 1997
A 10ª Edição dos Prémios do Cinema Europeu (em inglês: 10th European Film Awards) foi apresentada no dia 7 de dezembro de 1997, por Tania Bryer. Esta edição ocorreu em Berlim, Alemanha.

## Vencedores e nomeados
A cor de fundo       indica os vencedores.

### Melhor filme
| Filme                | Título no Brasil  | Título em Portugal | Diretor/Realizador | Produção (país)      |
| -------------------- | ----------------- | ------------------ | ------------------ | -------------------- |
| The Full Monty       | Ou Tudo ou Nada   | Ou Tudo ou Nada    | Peter Cattaneo     | Reino Unido          |
| Capitaine Conan      |                   |                    | Bertrand Tavernier | França               |
| Le Cinquième Élément | O Quinto Elemento | O Quinto Elemento  | Luc Besson         | França               |
| Savrseni krug        |                   |                    | Ademir Kenović     | Bósnia e Herzegovina |
| The English Patient  | O Paciente Inglês | O Paciente Inglês  | Anthony Minghella  | Reino Unido          |
| Vor                  |                   |                    | Pavel Chukhrai     | Rússia               |

### Melhor ator
| Ator              | Nacionalidade (país) | Filme                   | Título no Brasil | Título em Portugal    |
| ----------------- | -------------------- | ----------------------- | ---------------- | --------------------- |
| Bob Hoskins       | Reino Unido          | 24/7: Twenty Four Seven |                  | Combater o Tempo Todo |
| Mario Adorf       | Suíça                | Rossini                 |                  |                       |
| Jerzy Stuhr       | Polónia              | Historie miłosne        |                  |                       |
| Philippe Torreton | França               | Capitaine Conan         |                  |                       |

### Melhor atriz
| Atriz            | Nacionalidade (país) | Filme                     | Título no Brasil            | Título em Portugal   |
| ---------------- | -------------------- | ------------------------- | --------------------------- | -------------------- |
| Juliette Binoche | França               | The English Patient       | O Paciente Inglês           | O Paciente Inglês    |
| Katrin Cartlidge | Reino Unido          | Career Girls              |                             | Raparigas de Sucesso |
| Brigitte Roüan   | França               | Post coïtum animal triste | Post Coitum - Animal Triste |                      |
| Emma Thompson    | Reino Unido          | The Winter Guest          | Momento de Afeto            | O Convidado          |

### Melhor argumentista/roteirista
| Argumentista/Roteirista             | Nacionalidade (país) | Filme              | Título no Brasil          | Título em Portugal |
| ----------------------------------- | -------------------- | ------------------ | ------------------------- | ------------------ |
| Alain Berliner Chris Vander Stappen | Bélgica              | Ma vie en rose     | Minha Vida em Cor-de-Rosa |                    |
| Ademir Kenović Abdulah Sidran       | Bósnia e Herzegovina | Savršeni krug      |                           |                    |
| Andrei Kurkov                       | Ucrânia              | Priyatel Pokoynika |                           |                    |

### Melhor diretor de fotografia
| Diretor de fotografia | Nacionalidade (país) | Filme               | Título no Brasil  | Título em Portugal |
| --------------------- | -------------------- | ------------------- | ----------------- | ------------------ |
| John Seale            | Austrália            | The English Patient | O Paciente Inglês | O Paciente Inglês  |
| Ron Fortunato         | Estados Unidos       | Nil by Mouth        |                   |                    |
| Tibor Máthé           | Hungria              | Witman fiúk         |                   |                    |

### Melhor documentário
| Documentário              | Título no Brasil | Título em Portugal | Diretor/Realizador                               | Produção (país) |
| ------------------------- | ---------------- | ------------------ | ------------------------------------------------ | --------------- |
| Gigi, Monica... et Bianca |                  |                    | Jean-Pierre Dardenne Luc Dardenne Benoît Dervaux | Bélgica         |

### Filme revelação
| Filme           | Título no Brasil | Título em Portugal | Diretor/Realizador | Produção (país) |
| --------------- | ---------------- | ------------------ | ------------------ | --------------- |
| La vie de Jésus | A Vida de Jesus  |                    | Bruno Dumont       | França          |

### Prémio FIPRESCI
| Filme                        | Título no Brasil             | Título em Portugal           | Diretor/Realizador | Produção (país) |
| ---------------------------- | ---------------------------- | ---------------------------- | ------------------ | --------------- |
| Viagem ao Princípio do Mundo | Viagem ao Princípio do Mundo | Viagem ao Princípio do Mundo | Manoel de Oliveira | Portugal        |

### Melhor filme não europeu
| Filme                    | Título no Brasil                | Título em Portugal          | Diretor/Realizador | Produção (país) |
| ------------------------ | ------------------------------- | --------------------------- | ------------------ | --------------- |
| Hana-bi                  | Hana-Bi - Fogos de Artifício    | Fogo de Artifício           | Takeshi Kitano     | Japão           |
| Jerry Maguire            | Jerry Maguire - A Grande Virada | Jerry Maguire               | Cameron Crowe      | Estados Unidos  |
| Everyone Says I Love You | Todos Dizem Eu Te Amo           | Toda a Gente Diz que Te Amo | Woody Allen        | Estados Unidos  |
| Donnie Brasco            | Donnie Brasco                   | Donnie Brasco               | Mike Newell        | Estados Unidos  |
| Swingers                 |                                 | Swingers - Curtindo a Noite | Doug Liman         | Estados Unidos  |
| Romeo + Juliet           | Romeu + Julieta                 | Romeu + Julieta             | Baz Luhrmann       | Estados Unidos  |

### Prémio de carreira
- Jeanne Moreau

### Prémio de mérito europeu no Cinema Mundial
| Ator/atriz   | Nacionalidade (país) | Filme                      | Título no Brasil          | Título em Portugal |
| ------------ | -------------------- | -------------------------- | ------------------------- | ------------------ |
| Miloš Forman | Chéquia              | The People vs. Larry Flynt | O Povo Contra Larry Flint | Larry Flynt        |

### Prémio do Público
O vencedor dos Prémios Jameson Escolha do Público foram escolhidos por votação on-line.

#### Melhor filme
| Realizador/Diretor | Nacionalidade (país) | Filme          | Título no Brasil | Título em Portugal |
| ------------------ | -------------------- | -------------- | ---------------- | ------------------ |
| Peter Cattaneo     | Reino Unido          | The Full Monty | Ou Tudo ou Nada  | Ou Tudo ou Nada    |

#### Melhor ator
| Ator          | Nacionalidade (país) | Filme | Título no Brasil | Título em Portugal |
| ------------- | -------------------- | ----- | ---------------- | ------------------ |
| Javier Bardem | Espanha              | -     | -                | -                  |

#### Melhor atriz
| Atriz        | Nacionalidade (país) | Filme | Título no Brasil | Título em Portugal |
| ------------ | -------------------- | ----- | ---------------- | ------------------ |
| Jodie Foster | Estados Unidos       | -     | -                | -                  |

## Netografia
- «Vencedores dos EFA 1997» (em inglês)
- «Nomeados para os EFA 1997» (em inglês)